# Smicridea campana
Smicridea campana är en nattsländeart som beskrevs av Oliver S. Flint Jr. 1974. Smicridea campana ingår i släktet Smicridea och familjen ryssjenattsländor. Inga underarter finns listade i Catalogue of Life.